# Universidad Estatal de Agricultura de Omsk
Universidad Estatal de Agricultura de Omsk P.A. Stopypin, OmGAU (en ruso: Омский государственный аграрный университет имени П.А. Столыпина) es una escuela superior pública de agricultura ubicada en Omsk (Rusia). La universidad  tiene el campus principal ubicado en Omsk, su sucursal en Tara (una ciudad pequeña en el norte de la Oblast de Omsk), y el Colegio Universitario de Agronegocio.

## Historia
La historia de la universidad empezó al 24 de febrero de 1918, cuando el Instituto Agrícola de Omsk fue creado. Se convirtió en la primera escuela superior en Omsk y la primera agrícola al este de los Montes Urales. En 1918 solamente 200 estudiantes estudiaban en el Departamento de Agronomía.
En 1919, se planeó fusionar el Instituto Agrícola de Omsk con el recientemente creado Instituto Politécnico de Omsk. Si esto sucediera, la institución agrícola se transformaría en una facultad. Sin embargo, su independencia fue preservada. En 1922, la escuela superior fue renombrada como Academia Agrícola Siberiana, y en 1925 se convirtió en Instituto Siberiano de Agricultura y Silvicultura. En 1930, cuatro institutos asociados se organizaron sobre su base, y tres años más tarde se fusionaron de nuevo en una sola institución.
La universidad cambió su nombre y estructura algunas veces más, hasta que en 2011 el nombre actual fue aprobado para honrar al primer ministro y reformista del Imperio ruso Piotr Arkadievich Stolypin. En la Gran Guerra Patria, los edificios universitarios albergaron  los talleres de la planta número 357 "Progreso" que fue evacuada durante el sitio de Leningrado. El proceso educativo continuó en las salas reorganizadas. Después de la guerra, la Universidad desarrolló activamente su infraestructura. Se construyeron varios dormitorios y campos de deportes, se asfaltaron las carreteras del campus, se construyó una cantina, una casa de baños, un club de estudiantes y otros objetos.
En 1971, la universidad fue galardonado con la Orden de Lenin. 
En 1992, se fundó el Instituto de Capacitación Profesional Adicional, y cada año más de 2000 gerentes y especialistas agrícolas recapacitan allí.

## Estructura de la universidad
La universidad consta de 7 facultades:
1. Facultad de Agrotecnología.
2. Facultad de Química Agrícola, Ciencias del Suelo, Ecología, Ingeniería Ambiental y Explotación de Recursos Hídricos
3. Facultad de Veterinaria.
4. Facultad de Manejo del Recurso Tierra
5. Facultad de Mantenimiento de Máquines Agroindustriales.
6. Facultad de Zootecnia, Peritaje de Mercancías y Standardización.
7. Facultad de Economía.

EL sucursal de la universidad en Tara tiene la Facultad de Educación Superior y la Facultad de Educación Profesional.

## Estudios scientificos
Los hombres de сiencia de la universidad han fundado 28 escuelas de pensamiento científicas que aún están siendo desarrolladas por los docentes y los estudiantes de la universidad. OmGAU ha adquirido una experiencia significativa en la selección artificial y la genética de cultivos de campo. Los científicos del Centro de Genética y Selección Artificial de OmGAU han creado variedades de trigo de alto rendimiento resistentes a condiciones adversas. Además, se desarrollaron variedades de trigo púrpura y azul. Otras prioridades de investigación científicas incluyen estudios de zootecnia, el desarrollo de tecnologías ecológicas de producción de granos, la mejora de los medios para la prevención y el tratamiento de las enfermedades de los animales domésticos, et. al. En 2020 OmGAU ganó un megagrant del gobierno ruso para la creación de un laboratorio para aumentar el valor nutricional del trigo. Este proyecto será dirigido por un científico extranjero invitado.

## Campus e infraestructura
El campus principal consiste en edificios académicos y administrativos y residencias ubicados muy cerca. Aunque el campus no está muy lejos del centro de Omsk y de la vía principal de la ciudad, está rodeado de un gran parque y campos donde los estudiantes pueden practicar.  Frente al edificio principal hay una fuente "Cocodrilo y ranas" construida en 1937.  La fuente es uno de los símbolos de la universidad.
El campus principal comprende:
- 10 residencias, incluyendo una para el personal de la universidad, los extranjeros invitados, y estudiantes de posgrado;
- 6 edificios académicos;
- una incubadora business para estudiantes;
- unos laboratorios;
- un arboretum;
- edificios administrativos y de oficinas;
- Biblioteca Científica Agrícola;
- 2 tiendas de comestibles;
- un hospital público;
- un lavadero;
- un jardín de niños.

El segundo campus que comprende el edificio académico del Instituto de Medicina Veterinaria y Biotecnología y sus dos residencias está en el centro de Omsk.
OmGAU no tiene campus autobuses, pero no es una problema serio porque la infraestructura del transporte público es bastante desarrollada en Omsk, y todos los edificios en campus están cerca. 
OmGAU está en el mismo parte de la ciudad donde cuatro otras universidades de Omsk están. La infraestructura en esta área incluye 2 cines, cafés, un centro comercial y varias tiendas de comestibles, y varios bancos.

## Actividades internacionales
Hasta el 15% de los 9000 estudiantes de OmGAU son extranjeros que vienen de la CEI. Omsk SAU puede aceptar estudiantes que no hablan ruso, pero no tiene programas de estudio en otros idiomas que el ruso.
Desde que se fundó el Departamento de Relaciones Internacionales en 1995, OmGAU ha participado en numerosos proyectos internacionales científicos y educativos, incluidas las actividades Tempus-Tacis, ERASMUS IAMONET-Ru, Tempus RUDECO, ERASMUS Sarud, Erasmus Jean Monnet, et. al. La Universidad tiene más que 100 compañeros internacionales que son empresas Grimme y Cargill,  Deula-Nienburg y Logo e.V.,  Hartpury University and College y la Universidad de Hohenheim, et.al.

## OmGAU en las clasificaciónes de universidades
El Ministerio de Agricultura de Rusia considera a Omsk SAU una institución agraria líder, colocándola en el séptimo lugar entre las 54  participantes. 
La universidad ocupa el puesto 125 en la clasificación internacional ARES-2020 ( la categoría BB+), lo que demuestra un buen calidad en la enseñanza, la investigación científica y la reputación entre los empleadores.
En la clasificacíon Green Metric la Universidad Estatal de Agricultura de Omsk  ocupa 5 puesto entre las universidades agrícolas de Rusia, el 31 puesto entre 51 participantes en Rusia y el 641 pueste entre 912 participantes en todo el mundo.

## La vida social de estudiantes
Hay un centro de voluntarios "Globus", una organización eco-activista "La Tierra - Nuestra Casa Común", y varios grupos de danza, teatro y música. Normalmente los estudiantes participan en visitas a casas de veteranos, eventos benéficos y patrióticos, ayudan a personas discapacitadas, visitan a escuelas locales para presentar la universidad a los alumnos, participan en competiciones deportivas, etc. Los estudiantes quién participa activamente en los eventos organizados por la universidad pueden recibir becas más altas.

## Currículo
El año escolar en OmGAU comienza el 1 de septiembre y dura hasta principios de julio. Se divide en 2 semestres, con los exámenes de invierno que comienzan a mediados de enero y los exámenes de verano que comienzan a finales de junio. Antes de aprobar los exámenes, los estudiantes tienen que aprobar los pruebos preliminar que se llaman "zachety" (en ruso: зачёты).
También los estudiantes tienen que pasar prácticas profesionales y educativas. Por lo general, estas prácticas se organizan al final del verano o en otoño. Si eso es una práctica profesional, los estudiantes trabajan en las empresas que son compañeros de OmGAU.
También cada curso de estudio tiene ciertas reglas más detallados. 

## Colegiaturas y becas
Estudiantes internacionales puede estudiar sin pagar colegiaturas si cumplen con los requisitos establecidos por el gobierno ruso. En este caso, un estudiante recibe una beca que asciende a 3000 rublos por mes (€33).
Las colegiaturas anual son aproximadamente 137 000 rublos (título de grado), 145 000 rublos (maestría) o 155 000 rublos (posgrado).

## Científicos y profesores famosos
Pyotr Ludovikovich Dravert — un científico ruso y soviético, geólogo, mineralogista, historiador y escritor.
Alexandr Dmitrievich Kizyurin — un conocido horticultor y Doctor en Ciencias Agrícolas, investigador de las variedades rastreras de árboles frutales. 
Fyodor Mikhailovich Kokhomskiy — Doctor en Ciencias Agrícolas, Héroe del Trabajo Socialista, jefe del proyecto para crear un rebaño de ganado altamente productivo.
Alexey Mikhailovich Sitnikov — Doctor en Ciencias Agrícolas, Héroe del Trabajo Socialista, que escribió más de 120 documentos sobre la labranza y la agricultura.